# Artigat
 Artigat  es una población y comuna francesa, en la región de Mediodía-Pirineos, departamento de Ariège, en el distrito de Pamiers y cantón de Le Fossat.

## Demografía
| 518 | 470 | 460 | 367 | 416 | 516 |
| Para los censos de 1962 a 1999 la población legal corresponde a la población sin duplicidades (Fuente: INSEE [Consultar]) |     |     |     |     |     |

## Historia
En el siglo XVI tuvo lugar en la comuna el Caso Martín Guerre uno de los más famosos casos de impostura judicial.